# Onascusa
Onascusa oder Onascuse (andere Schreibweisen: Onacuse, Onaneuse oder Onaseuse) ist eine Phantominsel im Nordwesten des Fidschi-Archipels. Auf einigen Karten wird sie auch unter dem Namen ihres Entdeckers als Hunter‘s Island bezeichnet, sollte aber nicht mit Hunter Island (oder Fearn Island) in Neukaledonien verwechselt werden, einer Insel, die John Fearn, Kapitän des britischen Handelsschiffes Hunter 1798 entdeckte und nach seinem Schiff benannte. Die geografische Position von Onascuse ist mit 15° 31‘ Süd und 176° 11‘ Ost angegeben, das liegt rund 300 km nordwestlich von Vanua Levu.:962

## Entdeckung
In der Ausgabe vom Mai 1824 der Zeitschrift: The Asiatic Journal and Monthly Register for British India and its Dependencies, erschien ein Artikel unter der Überschrift: „New Island in the Southern Ocean“ und dem Untertitel: „Discovered by Capt. Hunter of the Dona Carmelita“, in dem von der Entdeckung einer bisher unbekannten Insel im Pazifik berichtet wird. Die Umstände der Entdeckung werden recht ausführlich mit einem Auszug aus dem Logbuch des Schiffes und einem Bericht des Ersten Offiziers geschildert.
Jolin Hunter, Kapitän des Handelsseglers Dona Carmelita (auch Donna Carmelita), einer Bark von 238 t aus London, sichtete am 20. Juli 1823, um 08.00 Uhr morgens, eine Insel mit Küstenfischern in mehreren Kanus. Nachdem ein Insulaner an Bord der Dona Carmelita genommen und beschenkt wurde, brachte ihn der Erste Offizier unter Begleitung einiger bewaffneter Matrosen im Kutter an Land. Nach einiger Zeit kam das Beiboot der Dona Carmelita, zurück, beladen mit Yams, Bananen, Kokosnüssen und anderen Früchten sowie zwölf Ferkeln. Der Erste Offizier beschreibt in dem Journal sein Treffen mit dem „König“, der den Namen Funafooah trug, und der „Königin“ der Insel. Am Strand wurden sie von einer großen Gruppe von Einwohnern erwartet, die sich freundlich und friedlich verhielten, obwohl alle Männer und auch zahlreiche Frauen mit langen Speeren und Keulen bewaffnet waren. Als besonderes Präsent überreichte der König einen „Behälter mit Milch von der Kokosnuss“. Es schien so, als hätten die Insulaner noch nie Metall gesehen, denn Messer, Fassreifen, überhaupt jedes Stück Eisen, waren bei dem Austausch von Geschenken besonders begehrte Artikel. Der Offizier beschreibt die Insulaner als kräftig und gut aussehend. Männer und Frauen hatten das erste Glied des kleinen Fingers abgetrennt, die Frauen zudem die Wangen durchbohrt. Außerdem waren einige von ihnen an den Armen mit roter Farbe tätowiert und hatten sich „eine Art weißer Paste“ in die Haare geschmiert. Die Frauen trugen Schmuck aus Muscheln und lediglich ein kleines Stück Stoff (wahrscheinlich Tapa-Rindenbaststoff) um die Hüften, die Männer ein Kleidungsstück aus „wie der Kilt eines Highlanders einer Art Bast“. Die Mannschaft wollte Frischwasser aufnehmen, fand jedoch kein Wasser von guter Qualität. Die vulkanische Insel erschien den Briten als fruchtbar und dicht besiedelt, obwohl sie sich nur kurze Zeit am Strand aufhielten und nicht in das Inselinnere vordrangen. Der Name der Insel wird in dem Artikel des Asiatic Journal mit „Onascuse or Hunter´s Island“ angegeben.

## Verbreitung der Meldung
In der Folge wurde die Meldung von anderen Zeitungen und Zeitschriften in mehreren Ländern aufgenommen und weiter verbreitet, zum Beispiel von der London Literary Gazette, der Sydney Gazette oder in Deutschland in Petermanns Mitteilungen von 1869. Dort wird allerdings die Existenz der Insel Onascuse bezweifelt. Kapitän Hunter habe die Position falsch ermittelt und die heute zu Tonga gehörende Insel Niuafoʻou gesehen, die rund 750 km östlich auf der Position 15° 36′ 12″ S, 175° 38′ 13″ W liegt. Diese Vermutung könnte zutreffen, denn auf der Nachbarinsel Niuatoputapu hat bereits 1767 Samuel Wallis bemerkt, dass die Bewohner „in eine Art Matte gekleidet [waren] und das erste Glied ihres kleinen Fingers abgeschnitten“ hatten.

## Onascusa in der Kartendarstellung (Auswahl)
In Findlay´s Handbuch für die Navigation von 1851 ist „Onaseuse oder Hunter Island“ verzeichnet sowie in mehreren Atlanten und Karten, zum Beispiel:
- Karl von Spruner: Spruner’s Historischer Atlas, XVIII Australia und Polynesia, Justus Perthes, Gotha 1855, als „Onaseuse“
- August Petermann: Karte vom Amerikanischen Polynesien (Tafel 8), Justus Perthes, Gotha 1859, als „Onaseuse (Hunter)“
- Émile de Harven: La Nouvelle Zelande, Veuve de Backer, Anvers 1883, S. 54, „als Hunter I.[sland]“

## Suche
Gegen Ende des 19. Jahrhunderts gab es mehrere Versuche, Onascuse aufzufinden. H.M.S. Rosario war eine segel- und dampfgetriebene Sloop der Australia Station der Royal Navy. Von März bis Juli 1871 segelte die Rosario nach Fidschi und Samoa um William „Bully“ Hayes zu stellen, einen berüchtigten Blackbirder und Sklavenhändler. Sie passierte dabei auch die vermeintliche Position von Onascuse, ohne die Insel zu sichten.
H.M.S Blanche, eine segel- und dampfgetriebene Sloop von 1760 Tonnen, hat während ihrer Zugehörigkeit zur Australia Station wahrscheinlich mehr Inseln des Südpazifiks besucht als jedes andere britische Schiff zu jener Zeit. 1873 hielt sie sich im Gebiet der Neuen Hebriden, der Fidschi-Inseln und Samoas auf. Auch sie konnte Onascuse nicht finden.
In der Nähe liegt bei der Position 15° 40‘ Süd und 175° 52‘ Ost lediglich das Balmoral Reef (oder Balmoral Bank), eine unterseeische Formation in 7 m Tiefe. In Stielers Handatlas aus dem Jahr 1891 taucht die Insel Onaneuse nicht mehr auf, auch nicht unter dem Namen Hunter Island.